# Фауна сланцев Бёрджес
Фауна сланцев Бёрджес — ископаемая фауна, обнаруженная в среднекембрийских глинистых сланцах Бёрджес (англ. Burgess Shale) в канадской части Скалистых гор на территории провинции Британская Колумбия. Это одно из богатейших в мире мест палеонтологических находок и лучшее в своём роде кембрийского периода.
Ископаемые остатки в бёрджесских сланцах впервые обнаружил палеонтолог Чарльз Дулитл Уолкотт в 1909 году в конце своего полевого сезона. В 1910 году он вернулся туда вместе с сыном и начал раскопки около местности, получившей название хребет Ископаемых (Fossil Ridge). Он возвращался на раскопки каждый год вплоть до 1924 года; к тому времени, когда ему исполнилось уже 74 года, он обнаружил более 65 тысяч образцов. Описанием этих образцов Уолкотт был занят до самой своей смерти в 1927 году. Ошибкой Уолкотта было то, что он пытался поместить все ископаемые остатки в известные к тому времени таксоны, и многие из них выглядели курьёзами. Лишь в 1962 году произошёл фундаментальный пересмотр классификации бёрджесских остатков, которую провёл Альберто Симонетта. Это привело к новому взрыву интереса к местности, так как выяснилось, что многие открытые организмы представляют собой нечто новое, ранее неизвестное.
Количество обнаруженных в формации палеонтологических остатков настолько велико, что в обиход вошёл термин «фауна сланцев Бёрджес».

## Фауна
Сланцы Бёрджес — первое из известных крупных захоронений кембрийского периода, открытое Уолкоттом в 1909 году. Повторный анализ ископаемых, выполненный Уиттингтоном и его коллегами в 1970-х годах, лёг в основу книги Гулда «Удивительная жизнь», открывшей кембрийский взрыв для широкой публики.
Среди ископаемых сланцев Бёрджес наиболее распространены членистоногие, однако многие из них необычны и с трудом поддаются классификации:
- Burgessia — членистоногое с длинным несегментированным тельсоном. Найдено более 1700 образцов этого животного[4].
- Marrella — наиболее известная окаменелость, не относящаяся ни к одной из известных групп морских членистоногих (трилобиты, ракообразные, хелицеровые)[5].
- Yohoia — мелкое животное (длиной от 7 до 23 мм), бентосный организм, плававший непосредственно над океанским дном и использовавшим свои конечности (длинные, имеющие «локтевые» отростки под головным панцирем, имеющие по четыре шипа на конце, которые могли использоваться как «пальцы»), чтобы вытаскивать из ила, либо ловить своих жертв. Он мог относиться к «арахноморфам», группе членистоногих, включавшей хелицеровых и трилобитов[6].
- Naraoia — мягкотелое животное, относимое к трилобитам из-за сходства конечностей (ноги, части рта).
- Waptia, Canadaspis и Plenocaris имели щитки, подобно моллюскам. Неясно, связаны ли эти животные между собой, либо приобрели схожие черты в ходе конвергентной эволюции[7].
- Sanctacaris, длина тела которого колебалась от 46 до 93 мм[8], был найден в 1909 году.
- Emeraldella — донное членистоногое с неясным филогенетическим родством из-за небольшого количества образцов. Тело состоит из полукруглого головного щита, сегментированного туловища и удлинённого заднего шипа[9].
- Sidneyia — членистоногое овальной формы со спинным панцирем, отчётливо разделённым на голову, торакс и брюшко. Хищник (возможно, падальщик), который питался мелкими донными беспозвоночными[10].

Кроме того, в захоронении представлены образцы экзотических организмов:
- Пикайя напоминала современного ланцетника, и считалась древнейшим хордовым до открытия рыбоподобных Myllokunmingia и Haikouichthys в чэнцзянской фауне.
- Опабиния (первая презентация её реконструкции Уттингтоном вызвала смех в аудитории[11]). Это было мягкотелое животное с узким, сегментированным телом, парой ластоподобных конечностей на каждом сегменте с ножками под плавниками, кроме 3 сегментов, формировавших хвост. Имело пять стебельковых глаз, рот под головой, длинный гибкий хобот, растущий из-под головы и заканчивающийся шипастым «когтем»[12].
- Аномалокарис и галлюцигения впервые обнаружены в сланцах Бёрджес, но более ранние образцы найдены также в составе чэнцзянской фауны.
- Виваксия, до сих пор найденная только в сланцах Бёрджес, имела хитиновый панцирь, состоящий из длинных вертикальных и коротких перекрывающих горизонтальных игл. Также она обладала чем-то, схожим с радулой (хитиновый зубастый «язык»), ранее наблюдавшейся только у моллюсков. Некоторые исследователи полагают, что такие особенности приближают Wiwaxia к кольчатым червям[13][14].
- Оттойя, Fieldia и Ancalagon — примитивные черви из класса приапулид.
- Orthrozanclus, также обнаруженный в сланцах Бёрджес, имел длинные иглы, как и у Wiwaxia, небольшие пластинки брони, а кроме того — панцирь спереди, подобно Halkieria[15].
- Halkieria имеет длинное тело с маленькими панцирными пластинами на каждом конце. Перекрывающиеся пластинки брони покрывают оставшуюся часть верхней части тела — панцирь и пластинки брони состоят из карбоната кальция. Их окаменелые остатки найдены почти на всех континентах в отложениях раннего и среднего кембрия. Кроме того, в захоронениях мелкораковичной фауны обнаружено множество фрагментов, которые сейчас признаны частями брони Halkieria. Возможно, они были предшественниками брахиопод (имеющими схожую структуру передней и задней пластинки) и Wiwaxia (схожая структура брони)[16]. Также предполагается, что Halkieria родственна моллюскам[17].
- Odontogriphus известен почти по 200 образцам из сланцев Бёрджес. Это было плоское билатеральное животное до 12 см в длину, овальной формы, с брюшным U-образным ртом, окруженным мелкими выступами. В хорошо сохранившихся образцах есть свидетельства наличия радулы, что позволяет отнести Odontogriphus к моллюскам[18]. Рядом учёных наличие радулы ставится под сомнение[3].
- Маккензия — беспозвоночное, предположительно относящееся к типу стрекающих. Всего известно 14 образцов маккензии[19]. На окаменелостях тело маккензий удлинённое, цилиндрической формы, без каких-либо явных придатков или расширений. Тело имеет практически одинаковую ширину на всем протяжении, с тупыми концами. Длина найденных находится в пределах 25—158 мм.
- Amiskwia — мягкотелое животное с парой щупалец, состоит в возможном родстве с Gnathifera[20].
- Titanokorys — крупное (длиной 50 см и больше) беспозвоночное-фильтратор с овоидным карапаксом[21].
- Canadia — плавающий червь с парой щупалец и пучками щетинок на сегментированном туловище. Может являться кольчатым, либо многощетинковым червём[22].
- Cambrorhytium — одиночный организм конусовидной формы с пятью отростками (вероятно, щупальцами), растущими из широкого отверстия. Длина конусовидной трубки обычно 4 см (у крупнейших особей более 6 см). Возможно, является стрекающим[23].